# Untervaz
Untervaz (toponimo tedesco; in romancio Vaz sut)) è un comune svizzero di 2 527 abitanti del Canton Grigioni, nella regione Landquart.

## Monumenti e luoghi d'interesse
- Chiesa cattolica di San Lorenzo, attestata dall'840[1];
- Chiesa riformata, eretta nel 1710[1];
- Rovine del castello di Neuburg[2];
- Rovine del castello di Rappenstein[senza fonte].

## Società

### Evoluzione demografica
L'evoluzione demografica è riportata nella seguente tabella):
Abitanti censiti

### Lingue e dialetti
Già borgo di lingua romancia, fu germanizzato a partire dal tardo Medioevo da immigrati walser e alemanni.

## Infrastrutture e trasporti

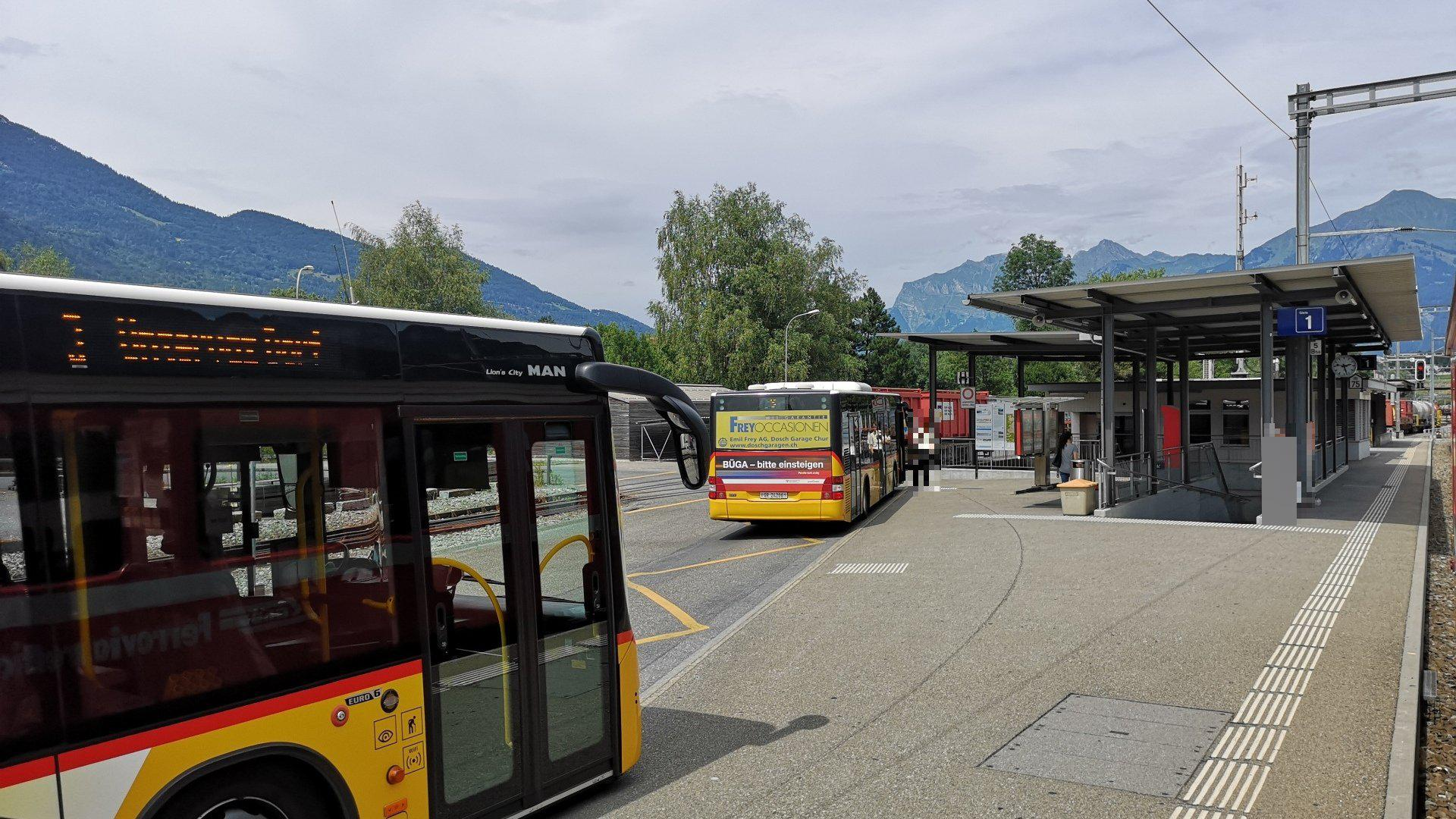
La stazione di Untervaz-Trimmis

È servito dalla stazione di Untervaz-Trimmis della Ferrovia Retica, sulla linea Landquart-Coira-Thusis.

## Amministrazione
Ogni famiglia originaria del luogo fa parte del comune patriziale e ha la responsabilità della manutenzione di ogni bene ricadente all'interno dei confini del comune.